# Eccles, Kent
Eccles är en ort i grevskapet Kent i sydöstra England. Orten ligger i distriktet Tonbridge and Malling och civil parishen Aylesford, cirka 6 kilometer nordväst om Maidstone. Tätorten (built-up area) hade 1 706 invånare vid folkräkningen år 2021.